# Leitir Mealláin
Leitir Mealláin (en anglès Lettermullen) és una illa d'Irlanda, a la Gaeltacht del comtat de Galway, a la província de Connacht. El seu nom vol dir "turó rugós de Mellain". Es troba a 36 milles a l'oest de Galway a l'extrem de la badia de Galway, i la més occidental de les tres illes de Leitir Mealláin, Garmna i Leitir Móir, juntament amb altres illes més petites conegudes col·lectivament com a Ceantar na nOileán i connectades a Irlanda per nombrosos ponts i dics.